# Ludwig das Kind

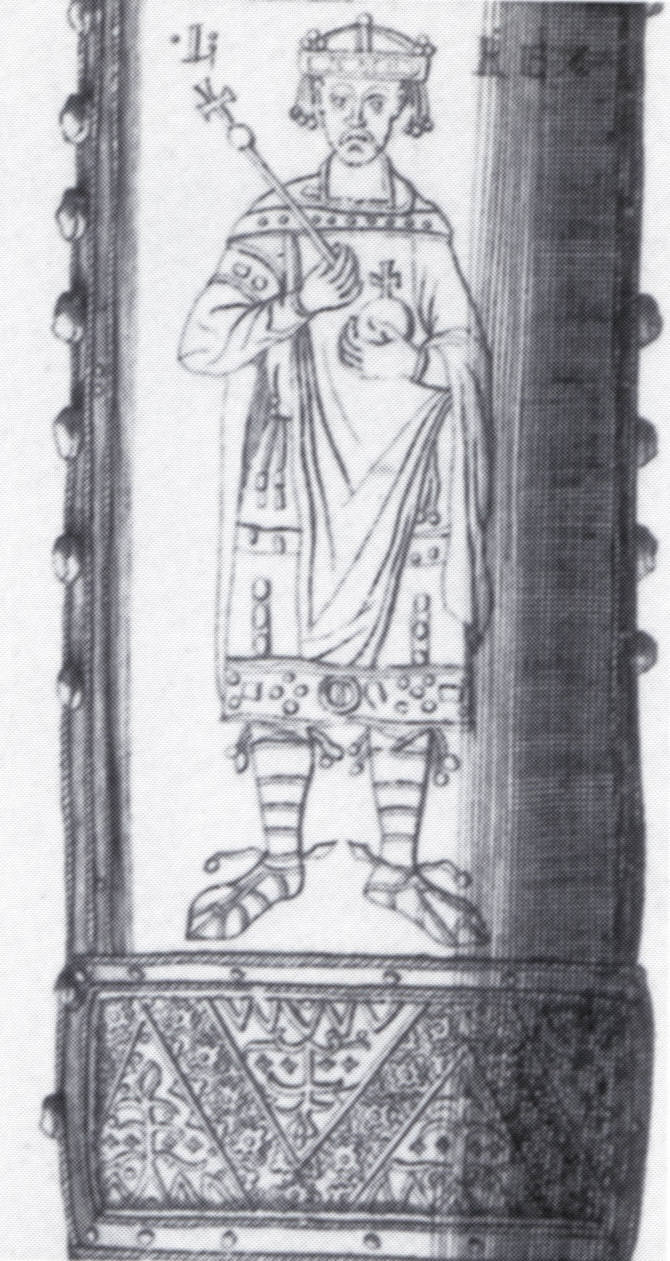
Ludwig das Kind als Detail der Scheide des Reichsschwertes (Kupferstich von Johann Adam Delsenbach aus dem Jahr 1751)

Ludwig IV., das Kind (* September oder Oktober 893 in Altötting; † 20. oder 24. September 911 wahrscheinlich in Frankfurt am Main) war der einzige eheliche und damit legitime Sohn des Kaisers Arnulf von Kärnten mit der Konradinerin Oda. Am 4. Februar 900 wurde Ludwig im Alter von sechs Jahren in der Pfalz Forchheim zum König des Ostfrankenreiches erhoben. Seine Krönung ist die älteste überlieferte ostfränkische Königskrönung.

## Leben
Ludwig wurde als Sohn des regierenden ostfränkischen Königs Arnulf geboren, seine Taufpaten waren Erzbischof Hatto I. von Mainz und Bischof Adalbero von Augsburg. Arnulf hatte noch vor Ludwigs Geburt vergeblich versucht, seine illegitimen Söhne Zwentibold und Ratold als seine präsumptiven Nachfolger anerkennen zu lassen. Mit Ludwigs Geburt stand ein legitimer Nachfolger zur Verfügung. Arnulfs Gesundheit war seit 896 nach einem Schlaganfall angeschlagen, so dass er im darauf folgenden Jahr in der Wormser Reichsversammlung die Teilnehmer zu einem Treueeid auf sich selber und seinen Sohn veranlasste. Zwei Monate nach Arnulfs Tod im Dezember 899 wurde Ludwig trotz seines kindlichen Alters zum König erhoben und gekrönt. 
Erstmals stand damit ein Kind an der Spitze des Reiches, eine Regentschaft wurde nicht eingerichtet, Ludwig regierte formal im eigenen Namen und wurde zum Zentrum des staatlichen Lebens. Eine eigene Regierung konnte er offenbar auch in späteren Jahren nicht ausbilden, da er sehr oft krank und deshalb auch körperlich zu schwach war. 
Seine einflussreichsten Berater waren Erzbischof Hatto I. von Mainz, Bischof Adalbero von Augsburg und Bischof Salomo III. von Konstanz. Auch weltliche Große sind am Königshof bezeugt, so dass insgesamt wohl von einem Adelsregiment aus geistlichen und weltlichen Würdenträgern auszugehen ist. Der Kampf um die Vorherrschaft im Stammesherzogtum Franken wurde vor dem Königsgericht gegen die fränkischen Babenberger zu Gunsten der Konradiner entschieden (→ Babenberger Fehde) und Ludwigs Neffe Konrad der Jüngere zum Herzog ernannt. Gegen die Einfälle der Ungarn konnte Ludwig sich nicht behaupten, 907 wurde ein Heer unter Markgraf Luitpold von Bayern in der Schlacht von Pressburg vernichtend geschlagen.
Ludwig starb am 20. oder 24. September 911 im Alter von 17 oder 18 Jahren, vermutlich in Frankfurt am Main. Mit seinem Tod erlosch die Linie der ostfränkischen Karolinger. Bei der Bestimmung eines Nachfolgers entschieden sich die Herzöge im Reich gegen den westfränkischen König Karl den Einfältigen und wählten mit Konrad dem Jüngeren einen aus ihren eigenen Reihen zum König. Ludwigs letzte Ruhestätte befindet sich in St. Emmeram in Regensburg, wo auch sein Vater Arnulf von Kärnten beigesetzt wurde.